# ポストカーズ・フロム・ア・ヤング・マン
『ポストカーズ・フロム・ア・ヤング・マン』（Postcards from a Young Man）は、ロックバンド、マニック・ストリート・プリーチャーズの10枚目のアルバムである。2010年9月22日に発売された。ジャケットに写っているのは、俳優のティム・ロスである。

## 収録曲
1. (イッツ・ノット・ウォー)ジャスト・ジ・エンド・オヴ・ラヴ  - (It's Not War) Just the End of Love
2. ポストカーズ・フロム・ア・ヤング・マン - Postcards from a Young Man
3. サム・カインド・オヴ・ナッシングネス  - Some Kind of Nothingness
4. ザ・ディセント(ページ1&2) - The Descent (Pages 1 & 2)
5. ヘイゼルトン・アベニュー - Hazelton Avenue
6. オート・イントクシケイション - Auto-Intoxication
7. ゴールデン・プラティテューズ - Golden Platitudes
8. アイ・シンク・アイ・ファウンド・イット - I Think I Found It
9. ア・ビリオン・バルコニーズ・フェイシング・ザ・サン - A Billion Balconies Facing the Sun
10. オール・ウィー・メイク・イズ・エンターテインメント - All We Make Is Entertainment
11. ザ・フューチャー・ハズ・ビーン・ヒア・フォーエヴァー - The Future Has Been Here 4 Ever
12. ドント・ビー・イーヴォー - Don't Be Evil

### ボーナス・トラック
1. レッド・ラバー (日本盤) - Red Rubber
2. エヴィデンス・アゲインスト・マイセルフ (日本盤) - Evidence Against Myself